# سامسونگ گلکسی تب اس۷
سامسونگ گلکسی تب اس۷ (انگلیسی: Samsung Galaxy Tab S7) و سامسونگ گلکسی تب اس۷+ (انگلیسی: Samsung Galaxy Tab S7+) تبلت های مبتنی بر اندروید ، از سری گلکسی تب محصولی از سامسونگ الکترونیکس هستند. این تبلت‌ها در ۵ اوت ۲۰۲۰ در جریان رویداد مجازی unpacked سامسونگ معرفی شدند.